# ريتشي كيتوكو
ريتشي كيتوكو (بالفرنسية: Ritchie Kitoko)‏ (مواليد 11 يونيو 1988 في كينشاسا - جمهورية الكونغو الديمقراطية) لاعب كرة قدم بلجيكي الجنسية كونغولي ديمقراطي المولد يلعب حاليا لصالح نادي الدرجة الأولى أودينيزي الإيطالي منذ 2009 في مركز الوسط المهاجم .

## روابط خارجية
- ريتشي كيتوكو على موقع الاتحاد البلجيكي (الإنجليزية)
- ريتشي كيتوكو على موقع قاعدة بيانات كرة القدم.إي يو (الإنجليزية)
- ريتشي كيتوكو على موقع Soccerway.com (الإنجليزية)
- ريتشي كيتوكو على موقع كووورة
- ريتشي كيتوكو على موقع AS.com (الإسبانية)